# Arrapha
Arrapha   (akadsko Arrapḫa, arabsko أررابخا ,عرفة‎)  je bila starodavno mesto v sedanjem Kirkuku v severovzhodnem Iraku.
Leta 1948 se je Arrapha poimenovalo naselje v Kirkuku,  ki ga je za svoje delavce zgradila North Oil Company.

## Zgodovina
Prva pisna omemba Arraphe je iz obdobja Novega sumerskega cesarstva (okoli 22. do 21. stoletje pr. n. št.). Starodavna Arrapha je bila del Akadskega kraljestva Sargona Akadskega (2335–2154 pr. n. št.). Med vladanjem Naram-Sina Akadskega (okoli 2190-2154 pr. n. št.) je bilo izpostavljeno napadom Lulubov. Mesto so okoli leta 2150 pr. n. št. okupirali Gutijci in ga izbrali za prestolnico kratkoživega Gutskega kraljestva (Gutij). Okoli leta 2090 pr. n. št. je Novo sumersko cesarstvo izgnalo Gutijce iz Mezopotamije in uničilo njihovo prestolnico. Arrapha je zatem postala del Starega asirskega cesarstva (okoli  2025–1750 pr. n. št.), dokler ni Hamurabi za kratek čas priključil Asirije h kratkoživemu Babilonskemu cesarstvu. Okoli leta 1725 pr. n. št. je Arrapha ponovno postala del Asirije. 
Pod asirsko in babilonsko oblastjo je bila Arrapha v 18. stoletju pr. n. št. pomembno trgovsko središče. V 15. in zgodnjem 14. stoletju pr. n. št. je ponovno postala večinoma huritsko mesto in prestolnica majhnega huritskega kraljestva Arrapha pod mitansko dominacijo, dokler ni bila po asirski osvojitvi huritsko-mitanskega cesarstva vključena v Srednje asirsko cesarstvo (1365–1050 pr. n. št.).
V 11. in 10. stoletju pr. n. št. je Arrapha kot del Asirije postala pomembno mesto. Leta 615 pr. n. št. je medijski kralj Kjaksar izkoristil asirsko ukvarjanje z Babilonijo in nasilne upore v Asiriji sami in uspešno napadel Arrapho, eno od zadnjih trdnjav Novega asirskega cesarstva. Regija je kasneje postala del perzijske satrapije Athura (Ahemenidska Asirija).
Po propadu Ahemenidskega cesarstva je Arrapha pripadla Makedonskemu cesarstvu in po njegovi delitvi Selevkidski Siriji.  Izvirno ime je obdržala do helenističnega obdobja, v katerem je neznano kdaj dobila sirsko ime Karka (ܟܪܟܐ).
Od sredine 2. stoletja pr. n. št. do sredine 3. stoletja n. št. je bila Arrapha v Partskem in zgodnjem Sasanidskem cesarstvu prestolnica majhnega asirskega kraljestva Beth Garmai, razen v kratkem medvladju na začetku 2. stoletja n. št., ko je spadala v rimsko provinco Asirija. Sasanidi so v drugi polovici 3. stoletja osvojili še zadnje neodvisne asirske države in Arrapho vključili v sasanidski Asuristan (Asirija). Takšno stanje je trajalo do arabske islamske osvojitve v 7. stoletju n. št. Asuristan je bil razpuščen, Arrapha-Karka pa je postala Kirkuk.